# جیمی بیوینس (بوکسور)
جیمز لوئیز بیوینز انگلیسی: James Louis Bivins، (۶ دسامبر ۱۹۱۹–۴ ژوئیه ۲۰۱۲) یک بوکسور حرفه ای سنگین‌وزن آمریکایی بود که دوران حرفه ای خود را از ۱۹۴۰ تا ۱۹۵۵ گذراند. وی در «درای برانچ» جورجیا متولد شد. او هرگز شانس برنده شدن در مبارزات قهرمانی جهان را پیدا نکرد، ولی با بیشتر مدعیان شماره یک رده‌های سبک‌وزن و سنگین‌وزن دوران خود مبارزه و برنده شد. در کارنامه ورزشی او نکات شگفت‌انگیزی وجود دارد. او هشت نفر از یازده قهرمان جهان در دوران خود را شکست داده‌است. بیوینز در سال ۱۹۹۹ به عضویت تالار بین‌المللی مشاهیر بوکس پیوست.

## زندگی بعد از بازنشستگی
پس از بازنشستگی، بیوینس به عنوان راننده کامیون در یک نانوایی در محل زندگی خود مشغول بکار شد. او در اوقات فراغت مربیگری بوکس جوانان را بعهده می‌گرفت. دو ازدواج اول بیوینس با طلاق به پایان رسید. همسر سوم وی، الیزابت، در سال ۱۹۹۵ درگذشت. در آوریل ۱۹۹۸، بیوینس با وضعیت بسیار نامناسبی غرق در ادرار و مدفوعش در اتاق زیر شیروانی خانه اش بادختر و پسرش واقع در کالین وود زندگی کرد. در این شرایط اسفبار وزن قهرمان بوکسور سابق به ۵۰ کیلو کاهش یافته بود. سپس بوینس به خانه خواهرش در شیکر هیتز منتقل شد. در سال ۲۰۰۹ بیوینس به خانه سالمندان مک گرگور منتقل شد. وی در سال ۲۰۱۲ در ۹۲ سالگی در کلیولند، اوهایو درگذشت.

## جوایز و افتخارات
- ورود به سالن مشاهیر ورزشی کلیولند در سال ۱۹۷۸
- ورود به سالن مشاهیر بوکس کانادا در سال ۱۹۸۸
- ورود به سالن مشاهیر بوکس جهانی در سال ۱۹۹۴
- ورود به تالار بین‌المللی مشاهیر بوکس در سال ۱۹۹۹
- نامگذاری پارک جیمی بیوینز در کلیولند (۲۰۰۰)
- ورود به تالار مشاهیر بوکس کالیفرنیا در سال ۲۰۱۵